# Aimoino di Fleury
Aimoino di Fleury (Villefranche-de-Lonchat, 970 circa – Abbazia di Fleury, dopo il 1010) è stato un monaco cristiano e cronista francese.
È conosciuto anche come Annonius Floriacenses .

## Biografia
Discepolo di Abbone di Fleury, sotto incitamento di quest'ultimo scrisse la Historia Francorum, in quattro libri, che va dai tempi antichi fino al 653 (Gaio Giulio Cesare, Plinio il Vecchio e Paolo Orosio sono le fonti), e fu successivamente da altri monaci, in tre riprese, continuata sino al 1165.
Scrisse inoltre una Vita Abbonis Floriacensis, una storia, perduta, degli abati di Fleury, i libri II e III dei Miracula sancti Benedicti e un Sermo in laude Sancti Benedicti.